# Heimatkunde. Aufsätze und Reden
Heimatkunde. Aufsätze und Reden ist ein Band Martin Walsers aus dem Jahr 1968, bestehend aus neun Reden und Aufsätzen. Walser schildert kritisch die Wirklichkeit der Bundesrepublik zwischen 1965 und 1968 und reflektiert die Geschehnisse und Zustände des Auschwitzprozesses und des Vietnamkriegs, analysiert Heimat, Dialekt, die politische Sprache und thematisiert ebenfalls das Theater, die Rolle Amerikas im Vietnamkrieg sowie das gesellschaftliche Verhältnis eines Schriftstellers.
Der Titel Heimatkunde ist zugleich auch der Titel eines darin enthaltenen Aufsatzes. Heimat bedeutet für Martin Walser eine Art sprachlich orientierte Verbundenheit. Walser ist eng verbunden mit seiner Heimat und ist von seiner Muttersprache, dem Alemannischen, geprägt worden. Mit Heimat und Dialekt verbinden sich zwei wichtige Themen, denen Walser sich häufig in seinem Werk widmet. Ihre Bedeutung für Walser wird durch den Titel des Bandes widergespiegelt.

## Beiträge

### Unser Auschwitz
Martin Walser beschäftigte sich in diesem erstmals 1965 in der ersten Ausgabe des Kursbuches erschienenen politischen Essay intensiv mit den Geschehnissen in Auschwitz und den anschließenden Reaktionen und Prozessen und ist einer der wenigen, der sich öffentlich mit dem Umgang des Holocaust auseinandergesetzt hat. Im ersten Teil seines Aufsatzes Unser Auschwitz thematisiert er zunächst die Distanz, die wir Menschen zu Auschwitz aufbauen. Durch Medien- und Zeitungsberichte wurde niemand mit Einzelheiten verschont und je „scheußlicher die Einzelheit, desto genauer wurde sie uns mitgeteilt“. Doch ebenso galt: „Je furchtbarer die Auschwitz-Zitate sind, desto deutlicher wird ganz von selbst unsere Distanz zu Auschwitz. Mit diesen Geschehnissen […] haben wir nichts zu tun“. Die Angeschuldigten werden mehrfach in den Medien als Teufel oder Raubtiere beschimpft. In einem Interview vom 8. Mai 2015 für die Sendung Aspekte sagte Walser, dass man die Schuldigen nicht als Teufel bezeichnen könnte; viel mehr handelte es sich um eine deutsche Organisation, „geführt und realisiert mit allen unseren Eigenschaften“. So schrieb er auch in seinem Aufsatz, dass die Folterer „keine phantastischen Teufel [waren], sondern Menschen wie du und ich“. Auschwitz ist jedoch vor allem wegen der Häftlinge wichtig geworden und problematisch für unsere Nationalität. Allerdings sind es auch nur die Häftlinge, die wissen, was Auschwitz wirklich war.
Im zweiten Teil geht es vor allem um die Ahnungslosigkeit der Deutschen und den Begriff der Kollektivschuld. Ein Hauptproblem, das Walser beschreibt, liegt darin, dass wir den Brutalitäten gegenüber völlig ahnungslos waren und uns als Mitwisser ausschlossen. Damit „verlieren wir den Rest von nationaler Solidarität mit den Tätern. Wir vergessen […], daß wir zumindest geduldige Zeugen waren, als sich von 1933 bis 1943 ein Schritt nach dem anderen sichtbar vor uns vollzog“. Dennoch ist Kollektivschuld ein Begriff, den Walser in dem Zusammenhang ablehnt; denn „dort, wo das Schamgefühl sich regen, wo Gewissen sich melden müßte, bin ich nicht betroffen“.
In dem Interview verdeutlicht er außerdem, dass Schuld allgemein ein sehr problematisches Wort ist, da sich stets über Schuld oder Unschuld diskutieren lässt. Schande hingegen ist ein Begriff ohne Absolution, Schande ist nicht abwaschbar, sondern etwas, das bleibt. Mit all diesen Schwierigkeiten der KZ-Prozesse sehnen wir uns letztendlich doch nach Ruhe, „die den schönen Namen Gerechtigkeit [trägt]“. Tatsache ist dennoch, dass Auschwitz für die Opfer stets präsent bleibt und nicht vergessen werden kann. Wir jedoch können Auschwitz vergessen; es wird keine weiteren Folgen haben, sofern wir nicht beteiligt waren.

### Praktiker, Weltfremde und Vietnam
Der Aufsatz Praktiker, Weltfremde und Vietnam verdeutlicht, dass Walser seine Stimme nicht nur gegen die Unterdrückung der nationalsozialistischen Vergangenheit erhob, sondern auch gegen die des Vietnamkrieges. So schreibt Walser: „Das ist unser Krieg. […] Die Amerikaner sind unsere engsten Verbündeten, unsere engsten politischen Freunde. Sie führen diesen Krieg auch in unserem Namen“. Es ist ein Krieg, der nicht mit dem Zufall verbunden ist, sondern viel mehr zusammenhängt mit den USA, der Bundesrepublik und der ganzen Welt. Demnach sollte man sich nicht einfach heraushalten. Walser bezeichnet Deutschland jedoch als einziges Land, welches noch keine öffentliche, politische Kritik an diesem Krieg geäußert hat. Seine moralische Verurteilung wird „weitergeführt zur Kritik der stillschweigenden Duldung dieses Krieges durch die Bundesregierung und einer Öffentlichkeit, die immer noch am freundlichen Amerika-Bild der fünfziger Jahre festhalten möchte“. Am Ende dieses Essays ruft Walser auf, für die SPD und für alle Praktiker und Taktiker einzuspringen und die eigene Kritik am Vietnamkrieg auszudrücken.

### Auskunft über den Protest
Auskunft über den Protest ist ein kurzer Aufsatz über den Sinn, den Zweck und auch den Erfolg von Protesten. Es ist oft der Fall, dass wir trotz Protesten nichts bewirken. Also warum protestieren wir? Nur für das Gefühl, etwas nicht unversucht gelassen zu haben? Stellt uns dieses Gefühl allein wirklich zufrieden? Diese Fragen stellt sich Walser und betont, dass Proteste aus Fakten entstehen, vor allem aber im Zusammenhang mit dem Vietnamkrieg von den Kriegführenden selber erzeugt werden.

### Heimatkunde
Martin Walsers Essay Heimatkunde stammt aus dem Jahre 1967. Walser beschäftigt sich mit dem Thema Heimat, welches er auch in anderen Werken immer wieder aufgreift. Er ist nicht als Heimatschriftsteller „anzusehen, wohl aber als ein Autor, der Heimatkunde betreibt, der feststellt, analysiert und erkundet“. Zur Zeit der Entstehung des Essays war Heimatkunde noch ein Unterrichtsfach, „in dem für die Schüler die unmittelbare Anschauung ihrer Umgebung zum Ausgangspunkt des Lernens werden sollte“ und welches dem heutigen Fach Erdkunde sehr ähnlich ist. Dazu gehört durchaus die Beschäftigung mit der Geschichte, dem Land und den Menschen aus der Umgebung, und so versuchte der Nationalsozialismus seine Ideologie hiermit zu verbinden und zu verbreiten. Der Titel Heimatkunde ist somit nicht in einem „folkloristischen oder vereinsmeierischen Sinne programmatisch gemeint: Heimatkunde ist ein durchaus zeitkritisches Unterfangen, das auch die Auschwitz-Prozesse oder den Vietnamkrieg betreffen muß.“
Das Essay beginnt kritisch mit den Worten „Wenn es sich um Heimat handelt, wird man leicht bedenkenlos. […] Heimat, das ist sicher der schönste Name für Zurückgebliebenheit“. Der Begriff der Zurückgebliebenheit als Kontrast zu Fortschritt leitet uns nun in die Problematik Walsers; denn „trotz aller Liebe zum geistesgeschichtlichen Fortschritt seit der Aufklärungszeit, trotz aller Liebe zum demokratisch-politischen Fortschritt in Deutschland achtet Walser die verborgene Substanz, die in der Zurückgebliebenheit liegt, verehrt sie sogar ein wenig“. Walser sieht das Hauptproblem in der „modischen Progressivität“, die eine zwanglose Mobilität einschließt. In dem Zusammenhang reflektiert Walser seinen eigenen Wohnort, die Umgebung am Bodensee, an dem er selbst geblieben ist. Er beschreibt sein großes Interesse an Spaziergängen, welches er darauf zurückführt, dass es ihm schwerfällt, von seiner Umgebung ganz wegzukommen. Doch sind seine Aussagen über Spaziergänge auch als Denkprozesse zu sehen, mit denen er die Vergangenheit reflektiert. Seine Leidenschaft und sein Interesse an Heimatkunde formuliert er deutlich: „Jetzt gehe ich dafür spazieren. Zwischen Eiszeit, Karfreitag und Pfingsten. Auf diesen schweren, anziehenden Wegen. Offenbar bin ich interessiert. An Heimatkunde.“
Die Erkundung seiner Heimat ist ein grundlegendes Thema in Walsers Werken, sowohl historisch als auch zeitgeschichtlich. Seine „literarische Seßhaftigkeit“ hat ihren Ursprung im Wasser, dem Bodensee, und damit beginnt und endet der letzte Absatz des Essays Heimatkunde – mit dem Bodensee, einem freundlichen Gewässer, in dem sicher auch regelmäßig Menschen ertrinken und man trotzdem oft vergisst, wie fremd man dem Wasser doch werden kann. Dem Wasser, das zugleich der Grund ist, warum man die Heimat noch nicht verlassen hat.

### Bemerkungen über unseren Dialekt
Bemerkungen über unseren Dialekt ist ein Aufsatz Walsers von 1967. Geboren und aufgewachsen am Bodensee ist es für Walser fast notwendig, sich mit der Sprache und dem Dialekt auseinanderzusetzen. Heimat ist für ihn ebenfalls sehr stark auf seine sprachliche Prägung zurückzuführen.
Während sich das Münchener Bairisch und das Stuttgarter Schwäbisch zu Standesmerkmalen entwickelt haben, wurde das Alemannische, die Muttersprache Walsers, fortwährend als Zeichen mangelnder Bildung gedeutet und war somit vom Aussterben bedroht. Dennoch wird man, auch wenn man aufhört den Dialekt zu sprechen, die eigene Muttersprache nie los.
Walser beschreibt den Dialekt als stets konkrete Sprache, die das Unhaltbare aufdeckt. Der Dialekt ist dagegen, dass man Wörter gebraucht, die man nicht versteht, oder Wörter, die keinen rechten Anlass haben in einem selbst; als man nämlich den Dialekt lernte als Muttersprache, da hatte alle Äußerung einen rechten Anlass und einen triftigen Grund. Walser beobachtet eine Art Spannung zwischen Dialekt und Hochsprache und empfindet den Dialekt als „unentfremdet, unbestechlich“. Dieter Wellershoff hingegen argumentiert, dass genau das Gegenteil der Fall sein kann: „Denn als man Dialekt lernte als Muttersprache, da urteilte man noch kaum und verstand wenig, sondern übernahm nachplappernd die Vorurteile seiner Umgebung. Walser verschätzte sich, weil auch der Dialekt wie alles gesellschaftlich Nichtetablierte für ihn oppositionellen Reizwert hat.“ Walser endet seinen Aufsatz, indem er einen Vergleich zieht zwischen Kindheit und Dialekt. Er hält den Dialekt für genauso wichtig wie die untergegangene Kindheit, deren Nachwirkung die größte Wirkung im Dialekt zeigt.

### Die Parolen und die Wirklichkeit
Die Parolen und die Wirklichkeit ist eine Rede Walsers aus dem Jahr 1967. Walser geht zunächst auf die Wahlsprüche und deren Vergänglichkeit ein und macht darauf aufmerksam, dass man sich über frühere Parolen lustig macht, allerdings vergisst, dass auch unsere heutigen Wahlsprüche in Zukunft komisch wirken werden. Heutige Parolen behaupten weder ein Ziel bereits erreicht zu haben, noch wollen sie als Vorhersage kommender Jahre dienen; sie gehen stets „von der Entwicklung und Fortschreibung des in der Verfassung Gewollten“ aus. Es gibt durchaus gute und schöne Parolen, die zu wachsamem und kritischem Verhalten aufrufen; doch auch diese bleiben lediglich Parolen – „Redensarten, die im Schwange sind, ohne daß sich deshalb etwas ändert“. Dabei wird die Idee der Demokratie betont, und es wird uns versichert, dass jeder von uns für die Durchsetzung einer Demokratie wichtig ist. Dennoch fragt Walser hier kritisch: „Bleiben wir beim Abhängigen, beim Arbeitnehmer; da die Mehrheit der Bevölkerung in Abhängigkeit existiert, müßte in einer Demokratie das Interesse dieser Mehrheit ausschlaggebend sein für die Einrichtung der Demokratie. Ist das so?“
Walser unterscheidet zwischen einerseits das Recht haben, seine Meinung frei auszudrücken, und andererseits auch die Möglichkeit zu besitzen, von diesem Recht Gebrauch zu machen. Idee und Wirklichkeit entfernen sich voneinander, wenn eine Gesellschaft die Idee der Demokratie laut äußert, sich die Interessen mächtiger Gruppen jedoch unterscheiden. Hier wird Walsers Widerspruchsgeist sichtbar, der in seinen Werken immer wieder zum Vorschein kommt. So äußert Walser seine eigene Parole, indem er uns aufruft, uns unser Interesse weder ausreden noch abkaufen zu lassen. Vielmehr sollen wir uns stetig bewusst machen, was in unserem Interesse ist, auch wenn dies nicht immer leicht zu bestimmen ist. Schließlich beendet Walser die Rede, indem er einerseits konstatiert, dass die Bundesrepublik Deutschland von der Demokratie noch weit entfernt ist; doch er „schließt mit der Hoffnung, daß sich dieses ‚vitale Interesse‘ der Mehrheit durchsetzen möge“.

### Ein weiterer Tagtraum vom Theater
Walser hat sich viel mit dem Theater beschäftigt und mit der zusammenhängenden Thematik der Kunst, die anhand des vielseitigen Vokabulars sehr schwer zu beschreiben ist. Er stellt kritisch fest, dass sich das gegenwärtige Theater stark im „Abbildungsdienst“ befindet, „dem sowohl das Illusions- bzw. Imitationstheater als auch das Brechtsche Beispiel- und Parabeltheater huldigen“. Die Darstellungen auf der Bühne sind harmlose Abbilder der Realität. Walser kritisiert den bisherigen Charakter des Theaters und begründet diese Kritik „erstens mit dessen Trennung von Wirklichkeit und Kunst […], zweitens damit, dass die Theater Stücke aus früheren Jahrhunderten so aufführen, als gingen sie den heutigen Zuschauer noch genauso viel an wie den Zuschauer aus der Zeit, in welcher das Stück entstanden ist, […] und drittens damit, daß mit Hilfe eines verbrauchten, aus der idealistischen Ästhetik stammenden Vokabulars Stücke mit Handlungen geschrieben werden, die den verborgenen und offenen Konditionierungen des Bewußtseins in der heutigen Gesellschaft in gar keiner Weise Rechnung tragen“. Hier knüpft Walser an die Aussagen seiner vorherigen Rede Die Parolen und die Wirklichkeit an, da für ihn unter anderem das Bewusstseinstheater für die Durchsetzung der Demokratie verantwortlich ist, indem es zwar nicht direkt einen Teil der Politik darstellt, dennoch zur Realisierung der Wirklichkeit zwingt.
Schließlich äußert er seinen Wunsch in der Befreiung des Theaters von jeglichen „Kunstzwängen und Abbildungslasten“ sowie in der Bewegung eines Teils in Richtung Zukunft. Er möchte das Theater als Ort „selbständiger Handlungen […, welche] unser unglückliches Bewußtsein genauer ausdrücken“ könnten. Des Weiteren plädiert Walser für eine Bühnenfigur, „die so schwer verständlich wäre wie jeder wirkliche Mensch, wie jedes wirkliche Bewußtsein“. Das Bewusstsein sollte dabei stets im Vordergrund stehen – als elementarer Teil einer Gesellschaft. Walser sehnt sich nach einem Bewusstseinstheater, welches nicht die Kunst, sondern auch das Leben auf der Bühne darstellt, und doch zeigt sich diese Vorstellung bisher noch als sehr vage.

### Amerikanischer als die Amerikaner
Amerikanischer als die Amerikaner ist eine Rede Walsers zum Internationalen Vietnam-Tag im Jahr 1967, in der er sich gegen den amerikanischen Vietnamkrieg wendet. Im ersten Teil seiner Rede involviert Walser viele Zitate und unterscheidet zunächst zwischen zwei Kriegen innerhalb des Vietnamkrieges: „clear and destroy“, oft auch „verbrannte Erde“ genannt und „Pacification“, übersetzt als „Befriedigung“.
Walser stellt fest, dass zwar die Mehrzahl der Europäer die amerikanische Haltung gegenüber dem Krieg kritisiert, dieser dennoch in der Bundesrepublik am meisten Zuspruch findet. Er bringt Äußerungen verschiedener, meistens bekannter Persönlichkeiten in seine Rede ein und kritisiert unter anderem die Aussage Heinrich Lübkes über die Amerikaner als „Vorkämpfer der Freiheit“. Des Weiteren zitiert er Klaus Mehnert, der die Haltung Amerikas als Verpflichtung versteht und die Weltpolitik stets als glaubwürdig bezeichnet. Auch bezieht sich Walser auf amerikanische Stimmen wie die Martin Luther Kings, der 1967 deutlich macht, dass die Amerikaner und nicht die Vietnamesen den eigentlichen Feind darstellen. Ferner kritisiert er Kardinal Spellmann, der behauptete, das Menschenleben sei für alle Amerikaner stets das kostbarste Gut; denn Walser stellt die Vermutung auf, dass der Kardinal nur das amerikanische oder das weiße Leben als menschliches Leben bezeichnet, und gelb ist nun mal nicht weiß. Mit der Darlegung verschiedener Zitate und Aussagen nimmt Walser stets eine Position gegen den Krieg ein; jedoch hält er die Amerikaner längst für „Gefangene einer antikommunistischen Tradition“. Schließlich verweist er auf einen sehr tiefgründigen Satz, den Jawaharlal Nehru 1956 sagte: „Es gibt nichts Gefährlicheres als wenn ein Land mit Gewalt andern Ländern Gutes tun will.“ Hier bedauert er, dass diese Aussage auch von Lübke zu wenig Aufmerksamkeit bekommen hat.
Damit beginnt der zweite Teil seiner Rede, in dem er sich den Folgerungen widmet. Auffällig ist, dass Walser von den positiven Seiten und Handlungen der Amerikaner spricht, die für ihn nicht zu vergessen sind: von der Befreiung Kubas, dem Sieg über den Kaiser und Hitler und letztendlich auch ihrer Akzeptanz Deutschland gegenüber. Walser schlussfolgert, dass es offensichtlich mehrere Amerikas gab, womit sich die Frage stellt, welches Amerika nun politisch regiert. Denn Amerikas brutales Verhalten als Weltmacht ist ebenso Angelegenheit Deutschlands. Auch wenn viele die Meinung vertreten, die Deutschen hätten nach dem Zweiten Weltkrieg keinen Grund, den Amerikanern Vorwürfe zu machen, so hält Walser stets dagegen: „Gerade wir müssen dem Amerika, das den Krieg führt, mehr als Vorhaltungen machen. Wir haben schließlich Erfahrung mit Selbstverblendung.“ Seine Rede beendet Martin Walser damit, die Menschen zum Nachdenken anzuregen. Sie sollen nachdenken über die Frage, ob das Schweigen innerhalb der Bundesrepublik wirklich genügt und richtig ist.

### Engagement als Pflichtfach für Schriftsteller
Engagement als Pflichtfach für Schriftsteller ist ein Radio-Vortrag aus dem Jahr 1968 mit insgesamt vier Nachschriften. In dem Vortrag wird das Engagement der Schriftsteller und dessen Position in der Gesellschaft thematisiert. Walser konsolidiert, dass „jeder weiß, wo ein engagierter Schriftsteller heute steht, beziehungsweise zu stehen hat“, der Engagierte miteinbezogen. Damit kritisiert er sowohl die öffentlichen Erwartungen als auch die stetigen politischen Äußerungsdränge der Menschen, wobei er sich selber keineswegs ausschließt. Der Schriftsteller soll die Provokationen des Lebens, die zur Dichtung führen […] verfolgen. Aber nicht die von der Öffentlichkeit immer wieder angemahnten Ein- und Auslassungen, die nur den allgemeinen „Reizlärm“ erhöhen.
Der Reizlärm selber, als Ausdrucksform der Politik, wird vom Engagierten geliefert; durch ihn wird die Kluft zwischen Behauptung und wirklichem Bewusstsein deutlich. Der Engagierte liefert demnach, was von ihm erwartet wird, ohne etwas in der Wirklichkeit zu verändern, und so entsteht eine Art Spiel. Ist Engagement etwas, was man so einfach verlangen kann? Walser ist der Meinung, dass die politische Einstellung eines Autors meist in literarischen Werken als vertrauenswürdig einzuordnen ist; jede weitere Art von Einmischung ist lediglich ein Zeichen von Provokation, das zur Aufklärung führt. In seinem Radio-Essay verdeutlicht Walser dies an dem Beispiel, dass ein Schriftsteller durch amerikanische Zeitungen zu der Ansicht gelangen kann, dass die Deutschen schlecht über den Vietnamkrieg informiert werden und den Krieg weitestgehend unterstützen. So ein Sachverhalt kann zu Aufklärung und zu Engagement führen. Der gesamte Krieg kann provozieren, sodass Aufklärung oft für nötig gehalten wird. Aufklärung ist inhaltlich Teil des Engagements. Es sind nicht immer nur Schriftsteller, die engagiert sind und protestieren, sondern auch oft Studenten, Pfarrer, Rechtsanwälte, Dozenten usw., die Protest verbreiten, engagiert sind und damit gleichzeitig auch teilnehmen an einer Bewegung zur Veränderung.
Diesem Radio-Vortrag folgen vier Nachschriften:
1. In der ersten Nachschrift betont Walser, dass Protest allein nicht reichen wird, und greift auf die Idee der Demokratisierung der Arbeit zurück, die stets das wichtigste Ziel, auch für jedes Engagement, bleiben sollte.[55]
2. In der zweiten Nachschrift geht es um Schriftsteller, die ihre eigenen Schwierigkeiten auf Papier bringen, um so vielleicht damit fertig zu werden. Das Hauptinteresse dieser Schriftsteller liegt dementsprechend bei ihnen selbst.
3. Mit der dritten Nachschrift macht Walser ein weiteres Mal auf die Demokratie aufmerksam, die nach Meinung vieler Zeitgenossen seit Jahren stagniere; jedoch wird diese Meinung noch nicht politisch geäußert. Politiker sind stets überzeugt von ihren Aussagen und zweifeln nicht. Intellektuelle sind nicht fähig genug, politisch tätig zu werden, und „reden nur noch, um recht zu haben“.[56] Sollte sich ein neuer politischer Stil entwickeln? Wie muss er sich entwickeln, sodass auch Intellektuelle politisch mitwirken können?
4. Die vierte Nachschrift trägt den Titel Ein Besuch in Bonn und führt uns zurück in die Vietnam-Thematik, mit der sich Walser in vielen Werken und vor allem in Aufsätzen intensiv beschäftigte. Er zitiert Bundeskanzler Kiesinger, der 1968 sagte, dass „gerade wir […] nicht den geringsten Grund [haben], uns zu Schulmeistern Amerikas aufzuwerfen“.[57] Für Walser bedeutet dieser Satz lediglich, dass Deutschland Völkermord begangen hat und nun auch Amerika Völkermord begeht, und „eine Krähe soll der anderen kein Auge aushacken“.[57] Walser lehnt sich ein weiteres Mal gegen den Vietnamkrieg auf und plädiert für mehr Aufmerksamkeit, mehr Kritik und mehr Eifer der Bürger, auch im Sinne des obersten Ziels aller Regierung: der Wiedervereinigung Deutschlands.

## Werkkontext
Das Werk Heimatkunde. Aufsätze und Reden enthält Aufsätze, Essays und Reden aus den Jahren 1965 bis 1968. Die Thematik umfasst somit den Zweiten Weltkrieg, vor allem die Problematik der Auschwitz-Prozesse in der Nachkriegszeit. Kollektivschuld, Scham und Schande stehen als Schlüsselbegriffe im Vordergrund.
Die Situation des Vietnamkrieges, der zur Zeit der Entstehung Walsers Heimatkunde im Zentrum der öffentlichen Aufmerksamkeit stand, wird im zweiten Aufsatz detailliert geschildert, doch auch in weiteren Aufsätzen immer wieder aufgegriffen, um dessen Bedeutung kontinuierlich zu betonen.
Neben diesen zwei wichtigen, historischen und politischen Ereignissen der deutschen Geschichte versucht Walser auch mit anderen Themen, wie dem Theater, dem Dialekt, dem Engagement der Schriftsteller und auch der Identitätsfindung und der Heimat, die bundesrepublikanische Wirklichkeit zwischen 1965 und 1968 darzustellen.

## Ausgaben
- Heimatkunde. Aufsätze und Reden. Suhrkamp Verlag, Frankfurt am Main 1968 (= edition suhrkamp 269), DNB 458569186.
- Heimatkunde. Aufsätze und Reden. Suhrkamp Verlag, Frankfurt am Main 1996 (= edition Suhrkamp 3315, einmalige Sonderausgabe), ISBN 3-518-13315-2.